# Psicologia da religião
A Psicologia da religião é o estudo psicológico das experiências religiosas e crenças. No Cristianismo, a psicologia da religião ou psicologia pastoral é um subcampo da Teologia pastoral.
Há de se verificar, ao tecer considerações acerca das inter-relações entre a psicologia e religião, as distintas formas ou escolas de psicologia enquanto ciência e a ampla variedade do fenômeno religioso enquanto objeto do estudo da história e/ou da sociologia das religiões. Entre as contribuições da psicologia há um destaque para aproximação da antropologia e psicanálise onde se insere o tema das religiões tratado mais extensamente por Carl Gustav Jung (1875–1961) e tema de recentes estudos sobre meditação utilizado eletroencefalograma a exemplo de diversos estudos Holística e Psicologia transpessoal outras técnicas da moderna neurociência constituindo  a corrente denominada por Neuroteologia ou o estudo da base neural da espiritualidade e emoção religiosa. 

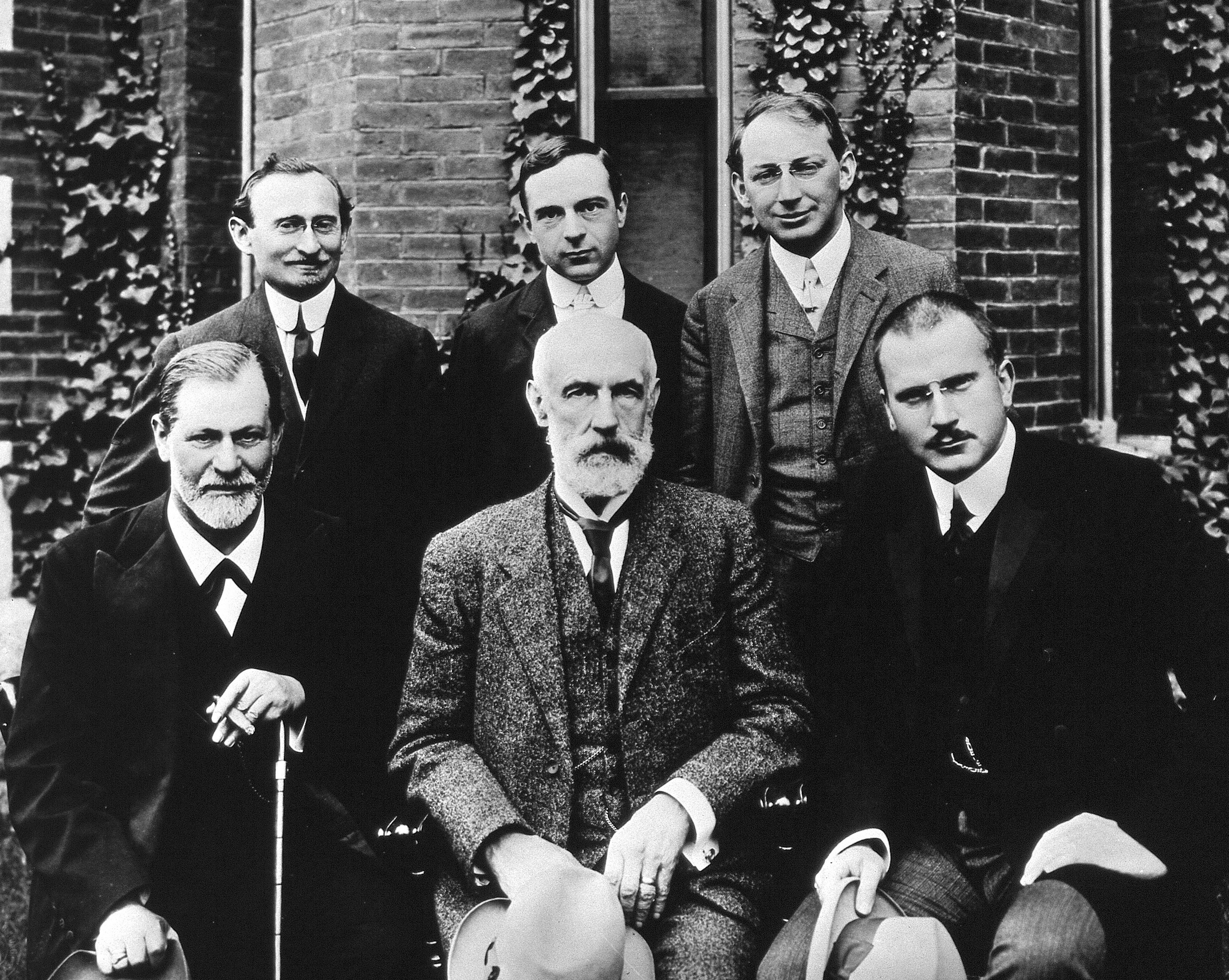
Foto em grupo de 1909 na frente da Clark University. Fila da frente: Sigmund Freud, G. Stanley Hall, Carl Jung. Fila atrás: Abraham Brill, Ernest Jones, Sándor Ferenczi.

## Ligações Externas
- Psicologia do Ateísmo, artigo de Paul Vitz.  Em inglês (Link 1) e em português (Link 2) (acessado em 20 de Dezembro de 2011.)
- Transgressões humanas: pecado e sentimento de culpa na Psicologia e na Religião
- JAMES William Variedades da Experiência Religiosa - (em inglês)
- JAMES William Las Variedades de la Experiencia Religiosa: Estudio de la Naturaleza Humana. Google Livros Março, 2011 - (em espanhol)
- Blog sobre psicologia e religião, elaborado por um psicólogo, com diversas referências acadêmicas sobre o tema